# Thibaut Favrot
Thibaut Favrot, född 22 december 1994, är en fransk alpin skidåkare som debuterade i världscupen den 25 oktober 2015 i Sölden i Österrike. Hans första individuella pallplats i världscupen kom när han slutade tvåa i tävlingen i parallellstorslalom den 17 december 2018 i Alta Badia i Italien.